# حديقة مايل إند بارك
مايل إند بارك (بالإنجليزية: Mile End Park)‏؛ حديقة تقع في حي تاور هامليتس في لندن. تمتد على مساحة 32 هكتارًا. أُنشِئت على أرض صناعية دمرها قصف الحرب العالمية الثانية. كان هناك خطة منذ نهاية الحرب لإنشاء المنتزه، لكن التطوير الشامل لم يبدأ حتى نهاية الألفية الثانية. تم بناء جسر للمشاة وافتتاحه في يوليو 1999 على طريق مايل إند الذي يشطر الحديقة بالقرب من محطة مترو أنفاق لندن مايل إيند. تم تصميم الجسر من قبل بيرس غوف. تتكون الحديقة الآن من ساحة اللعب للأطفال، حديقة البيئة بما في ذلك بحيرة، ومبنى بيئي، وتوربينات الرياح وجدار التسلق، وحديقة الفنون، والجسر الأخضر، بما في ذلك ملعب مايل إند.
حازت الحديقة على جائزة لندن فيرست، وجائزة جرين بريدج من معهد المهندسين المدنيين، وتكريمًا في جوائز صناعة البناء البريطانية، وإشادة خاصة من جائزة رئيس الوزراء.

## التاريخ
في عام 1381، خيم 60,000 رجل من إسيكس بالحديقة والتقوا بريتشارد الثاني ملك إنجلترا في مايل إند في 14 يونيو 1381 خلال ثورة الفلاحين.

## ملعب مايل إند

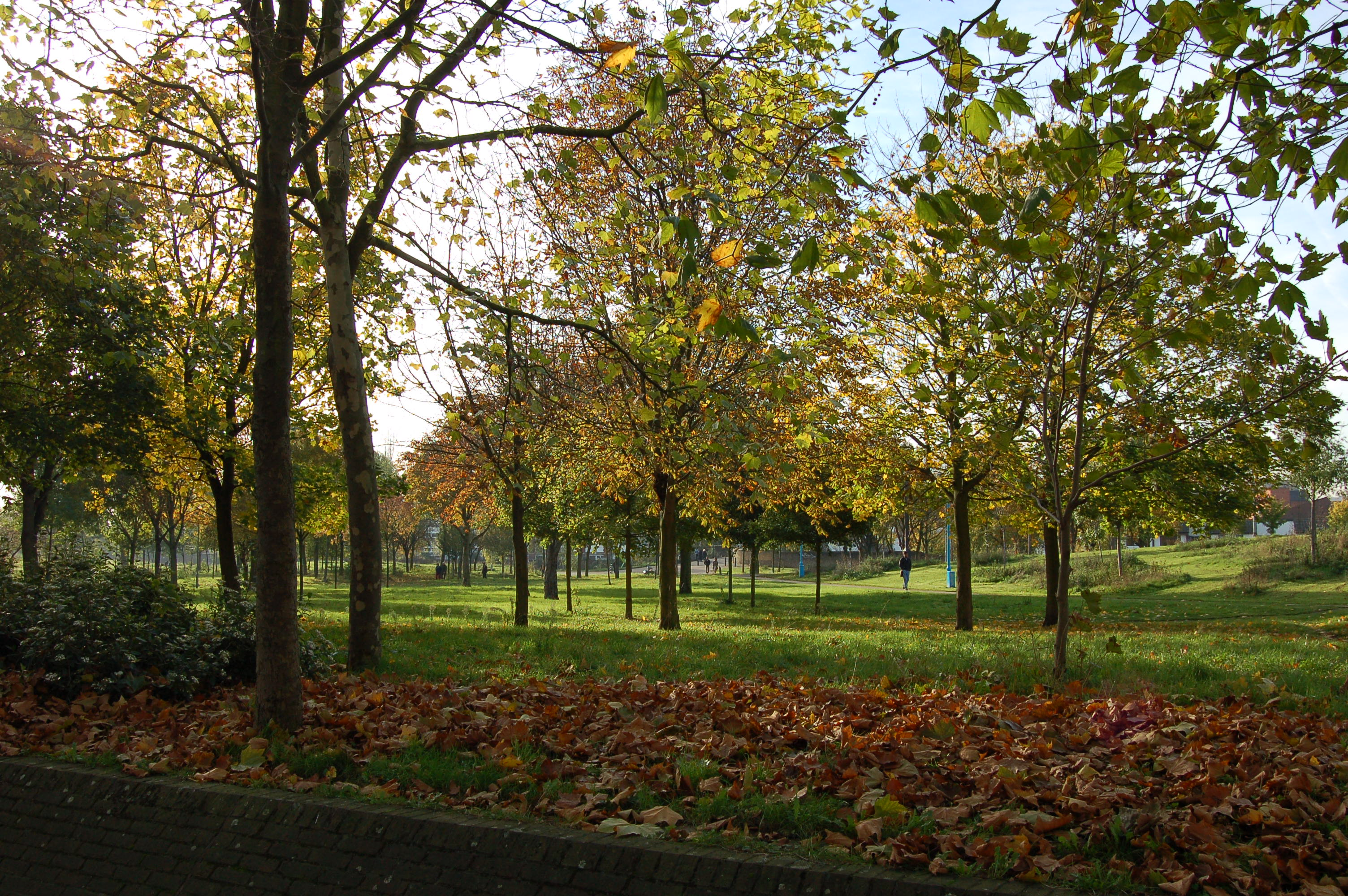
حديقة مايل إند

ملعب مايل إند الواقع في الطرف الجنوبي من الحديقة، خضع للتجديد الذي اكتمل في 2005. تم بناء مركز مايل إند بارك الترفيهي وهو مركز جديد للرياضة واللياقة البدنية بجوار الاستاد وافتتح في عام 2006. يضم قاعة رياضية من أربعة ملاعب، ومسبحين بما في ذلك مسبح قياسي للمنافسة، واستوديوهات لياقة بدنية على أحدث طراز، وجناح صحي، مجهز بغرف الساونا.